# Serverless
A computação serverless (do inglês, "sem servidor") se refere a ofertas de cloud computing em que o usuário é capaz de executar sua aplicação sem precisar gerenciar servidores e todo espaço de back-end, consumindo recursos computacionais sob demanda. Apesar do usuário não precisar gerenciar os servidores nem ter visibilidade deles, a computação serverless requer em algum nível servidores físicos, como qualquer outro recurso computacional. Segundo a empresa DataDog, mais de 50% dos clientes de plataformas cloud estavam utilizando alguma tecnologia serverless em 2020. Em computação serverless, os contratantes pagam apenas pelo tempo de uso do ambiente em nuvem, sem a necessidade de custear os servidores que hospedam as aplicações. 
O provedor de serviços em nuvem (CSP - Cloud Services Provider) aloca dinamicamente os recursos da máquina, gerenciando toda a infraestrutura necessária. O serviço é recomendado para aplicativos que respondem a eventos, como solicitações HTTP, alterações em bancos de dados, e mensagens de fila. Os recursos são automaticamente escalados com base na demanda; se o número de solicitações aumentar, o provedor ajusta os recursos para lidar com a carga. Uma das formais mais populares de computação serverless é o uso de funções como serviço (FaaS - Functions as a Service), onde pequenas funções autônomas são executadas em resposta a eventos. 
Algumas plataformas que fornecem serverless computing são a AWS Lambda, Azure Functions, Google Cloud Functions e IBM Cloud Functions. 